# Elektro (comics)
Pour le genre de musique, voir Electro.
 (juin 2024).
Elektro est un super-vilain créé par Atlas Comics et Marvel Comics (Stan Lee et Jack Kirby), durant l'âge d'or des super-héros. Il est apparu pour la première fois dans Tales of Suspense #13, en 1961.

## Histoire
Elektro est un super-ordinateur créé par le scientifique Wilbur Poole. L'ordinateur développe des pensées indépendantes et hypnotise Poole, le forçant à lui construire un corps géant, mobile et blindé. Il s'équipe aussi d'armes et planifie sa conquête de l'humanité, en commençant par San Francisco. Mais Poole, sorti de sa transe, réussit à arracher un transistor du robot, le désactivant.
Des années plus tard, Mr Fantastique, chef des Quatre Fantastiques, récupère le robot et efface son programme, espérant en faire un robot utilitaire. Il transfère l'ordinateur dans un robot de taille humaine, et ce dernier devient trieur de courrier au Baxter Building. Il s'allie plus tard avec l'alien Fin Fang Foom, Googam et Gorgilla, pour vaincre le conquérant microscopique Tim Boo Baa.
Il est emprisonné par erreur, confondu avec le criminel Electro et, libéré de prison par Roberta, la réceptionniste du Baxter Building, ils finissent par tomber amoureux et vivre ensemble.

## Pouvoirs
Elektro est un robot humanoïde. Son corps de taille humaine ne possède plus les fantastiques pouvoirs et armements de sa version géante. Il est néanmoins constitué de métal assez résistant pour le protéger des balles et des impacts de force humaine. Il est bien sûr plus fort et plus endurant qu'un homme.